# Friedrich Wenzel Neißer
Friedrich Wenzel Neißer (geboren 16. November 1716 in Sehlen; gestorben 12. Oktober 1777 in Barby) war ein deutscher Komponist von Kirchenliedern der Herrnhuter Brüdergemeine.

## Leben und Wirken
Friedrich Wenzel Neißer war der Sohn Augustin Neißers. Seine Erziehung erhielt er in Herrnhut, wohin die Familie 1722 gezogen war. Durch Nikolaus Ludwig von Zinzendorf, der seine Begabung erkannte, war er früh im Dienste der Herrnhuter Gemeine auf Reisen. 1735 reiste Neißer mit Zinsendorf in die Wetterau, 1737 nach Livland und nach England, wo sein Aufenthalt noch 1736 nachweisbar ist. In den folgenden Jahren reiste er im Dienste der Gemeine nach Kopenhagen, in die Schweiz und nach Berlin. Dort nahm er an Verhandlungen zur Gründung der schlesischen Brüdergemeinen in Gnadenfrei und Gnadenberg teil. 1764 wurde er Mitglied Herrnhuter Brüdergemeine, Mitbischof und war in der Missionsdiakonie tätig. Die Unitäts-Altesten-Conferenz wies ihm Barby als Tätigkeitsort zu, wo er im Alter von 61 Jahren verstarb.
Neißer schrieb, insbesondere in den Jahren 1736 bis 1748 etwa 25 Kirchenlieder, von denen einige noch heute in der Herrnhuter Gemeine gesungen werden.